# Marara (distrito)

localização do distrito de Marara em Moçambique

Marara é um distrito da província de Tete, em Moçambique, com sede na vila de Katchembe. Foi criado com a elevação do posto administrativo de Marara, então parte do distrito de Changara, a distrito em 2013.
Tem limite, a leste com os distritos de Chiuta, Moatize e com a cidade de Tete, a sul com o distrito de Changara e a oeste com o distrito de Cahora-Bassa.
De acordo com o censo de 2007, o distrito (antigo posto administrativo), contava com uma população de 75 050 habitantes. 

## Divisão administrativa
O distrito está dividido nos postos administrativos de Marara e Mufa-Boroma
- Posto Administrativo de Marara:
  - Baroma
  - Chococoma
  - Kachembe
  - Mufa-Conde
- Posto Administrativo de Mufa-Boroma

O posto administrativo de Mufa-Boroma e a localidade de Chococoma foram criados em 2017.